# Sa’ar-6-Klasse
Die Saʿar-6-Klasse (hebräisch סַעַר ‚Sturm‘), nach dem Typschiff auch als Magen-Klasse bezeichnet, ist eine in Deutschland gebaute Serie von vier Korvetten mit Tarnkappentechnik für die israelische Marine. Die erste Einheit wurde noch vor Beginn ihrer Überführungsfahrt nach Haifa in Kiel im November 2020 in Dienst gestellt. Im Dezember 2023 nahm die vierte und letzte Korvette ihren Dienst bei der israelischen Marine auf.

## Allgemeines
Spätestens seit der Inbetriebnahme des Tamar-Gasfeldes besteht die Forderung, die Förderplattformen vor terroristischen Anschlägen und den Beschuss mit Raketen zu schützen. Die südlichen Gasfelder liegen in der Reichweite von aus dem Gazastreifen abgefeuerten Raketen und die nördlichen Felder könnten von Seezielflugkörpern der Hisbollah bedroht werden.
Das erste Vorhaben, größere Fregatten mit der Fähigkeit zur Raketenabwehr und Landzielbekämpfung zu beschaffen, scheiterte am knappen Budget der israelischen Marine. Für den Bau von vier Korvetten fand man jedoch eine Lösung: Bei einem Gesamtvolumen von 430 Mio. Euro übernimmt Deutschland 115 Mio. Euro. Zusätzlich sollen auch andere israelische Ministerien einen Beitrag leisten, da die Schiffe primär zur Sicherung nationaler Erdgasfelder beschafft werden.
Im Mai 2015 erhielt ThyssenKrupp Marine Systems den Auftrag, das Design der Schiffe zu entwickeln. Entwurfsvorlage ist die MEKO-A100-Klasse, jedoch mit einer stärkeren Bewaffnung und der Fähigkeit zur Aufnahme eines Bordhubschraubers und bis zu zwei Drohnen. Die Schiffe werden auf der German Naval Yards Kiel gebaut und mit der Schiffsmaschine ausgerüstet. Anschließend werden die Einheiten zur Israel Shipyards nach Haifa überführt, wo die Installation der Waffen und Sensoren erfolgen soll. Nach der „Magen“ im November 2020 wurde am 4. Mai 2021 die zweite von vier Korvetten der Saʿar 6-Klasse übergeben. Die beiden restlichen Schiffe folgten am 27. Juli 2021.

## Ausstattung
Antrieb
Die Korvetten werden von vier Schiffsdieselmotoren angetrieben.
Bewaffnung
Die Bewaffnung besteht weitgehend aus Systemen israelischer Produktion. Als Flugabwehrrakete kommen 32 Barak-8-Lenkwaffen in einer Senkrechtstartanlage zum Einsatz. Zur Raketenabwehr war ursprünglich eine Senkrechtstartanlage für das System Iron Dome in der Marine Variante Navy Dome vorgesehen. Nach einer Neubewertung der Bedrohung durch Mörsergranaten und Artillerieraketen sollen jetzt zwei Senkrechtstartanlagen installiert werden. Die zusätzliche Ausrüstung hat bei den Schiffen eine nachträgliche Designänderung notwendig gemacht. Die Artilleriebewaffnung besteht aus einem Geschütz vom Typ Oto Melara 76/62 Compact sowie zwei fernbedienbaren Waffenstationen vom Typ Rafael Typhoon. Zur Bekämpfung von See- und Landzielen können bis zu 16 RGM-84-Harpoon- und Gabriel-Seezielflugkörper mitgeführt werden. Zur U-Bootabwehr werden zwei Dreifach-Torpedo-Starter für 324-mm-Torpedos verbaut.
Sensoren
Auch bei den Sensoren gilt, dass sie grundsätzlich aus israelischer Produktion kommen sollen. Als Hauptsensor ist bisher das Radar „Adir“ (ELM-2248) mit einer Phased-Array-Antenne bekannt.
Landeplatz
Die Korvetten haben jeweils einen Hubschrauberlandeplatz.

## Einheiten
Das Kürzel אח״י AChI steht für die Bezeichnung אֳנִיַּת חֵיל הַיָּם Ånijjat Chejl haJam (AChI), was soviel bedeutet wie Marineschiff (wörtlich Schiff des Korps der See). 
| Schiff        | Übersetzung                                          | Stapellauf | In Dienst         | Verbleib |
| ------------- | ---------------------------------------------------- | ---------- | ----------------- | -------- |
| INS Magen     | אח״י מָגֵן AChI Magen, deutsch ‚Schild‘, der           | April 2019 | 11. November 2020 | aktiv    |
| INS Oz        | אח״י עֹז AChI ʿOs, deutsch ‚Kraft‘                    |            | 5. Mai 2021       | aktiv    |
| INS ʿAtzmaʾut | אח״י עַצְמָאוּת AChI ʿAtzmaʾūt, deutsch ‚Unabhängigkeit‘ |            | 23. April 2023    | aktiv    |
| INS Nitzachon | אח״י נִצָּחוֹן AChI Nitzachōn, deutsch ‚Sieg‘            |            | 12. Dezember 2023 | aktiv    |

## Belege
1. ↑  Korvetten an Israel in Kiel übergeben. 27. Juli 2021, abgerufen am 28. Juli 2021.
2. ↑  Letzte der 4 Korvetten der Saʿar-6-Klasse in Dienst gestellt. 14. Dezember 2023, abgerufen am 18. Dezember 2023 (deutsch).
3. ↑  Klaus Mommsen: Marinen aus aller Welt – Israel. In: Marineforum. Band 3, 2015, S. 26.
4. ↑  Klaus Mommsen: Marinen aus aller Welt – Israel. In: Marineforum. Band 7, 2015, S. 50.
5. ↑  ES&T Redaktion: Schiffstaufe der zweiten SAʿAR 6 bei Thyssenkrupp Marine Systems. In: ESUT - Europäische Sicherheit & Technik. 5. Mai 2021, abgerufen am 5. Mai 2021 (deutsch).
6. ↑  dpa-infocom GmbH: Zwei weitere Korvetten an Israel übergeben. In: welt.de. 27. Juli 2021, abgerufen am 27. Januar 2024.
7. 1 2 3 4  Navalnews: Israel Navy’s New SAʿAR 6 Corvette Begins Initial Sea Trials
8. 1 2  Klaus Mommsen: Marinen aus aller Welt – Israel. In: Marineforum. Band 6, 2017, S. 29–30.
9. ↑  Navyrecognition: Design of Future TKMS Built Saar 6 MEKO A100 Corvettes for Israeli Navy Unveiled
10. ↑  Korvette „Magen“ kurz vor der Abreise nach Israel. Europäische Sicherheit & Technik, 12. November 2020
11. ↑  tkMS übergibt Korvette an die israelische Marine | Der Monitor für Defence und Sicherheitspolitik. Abgerufen am 5. Mai 2021 (deutsch).